# Florin Mugur
Florin Mugur (n. Legrel Mugur, n. 7 februarie 1934, București, România – d. 9 februarie 1991) a fost un poet, eseist și prozator evreu român.

## Biografie
Fiul unui ziarist, Florin Mugur a debutat literar la vârsta de 13 ani, iar la vârsta de 19 ani a publicat prima carte.
După ce a debutat în 1948 în suplimentul ziarului Tînărul muncitor, respectând rețeta șantierismului, cu inevitabilele „învolburări grandilocvente”, a urmat Școala de Literatură și Critică Literară „Mihai Eminescu”.
Absolvent al Facultății de Limbă și Literatură Română din București (1960), Florin Mugur a lucrat mai întâi ca profesor în două sate din județul Argeș și apoi în București, devenind apoi redactor la editura Cartea Românească, și redactor-șef adjunct al revistei Argeș.
Prieten apropiat al lui Norman Manea. 
A purtat o importantă corespondență cu prietenii scriitori, iată de ce Gabriel Dimisianu îl compară astfel: „M. Blecher și Florin Mugur, spirite care comunică prin afinități de structură umană și chiar de destin.”
Când soția sa, Iulia, a decedat, și fiind și el însuși bolnav, s-a sinucis.

### Scrieri (selecție)
Antume
- Cântecul lui Philipp Müller (1953)
- Romantism (1956), versuri
- Casa cu ferestre argintii (1959), versuri
- Visele de dimineață" (1961), versuri
- Mituri (1967), versuri
- Destinele intermediare (1968), versuri
- Cartea regilor (1970), versuri
- Cartea prințului (1973), versuri
- Piatra palidă( 1977)- pentru care a primit Premiul Uniunii Scriitorilor
- Portretul unui necunoscut (1980), versuri
- Dansul cu cartea (1981), versuri
- Vârstele rațiunii. Convorbiri cu Paul Georgescu (1982)
- Viața obligatorie (1983), versuri
- Spectacol amânat (1985), versuri
- Schițe despre fericire (1987)
- Firea lucrurilor (1988), versuri
- Aproape noiembrie (1972), proză
- Convorbiri cu Marin Preda (1973)
- Profesiunea de scriitor (1979), interviuri
- Ultima vară a lui Antim (1979), roman

Postume
- Scrisori la capătul zilelor" (2002)